# Kunmadaras
Kunmadaras is een plaats (község) en gemeente in het Hongaarse comitaat Jász-Nagykun-Szolnok. Kunmadaras telt 5922 inwoners (2002).